# Empty Glass
Empty Glass -En españolː Vaso vacío- es el primer álbum de estudio del músico británico Pete Townshend, publicado por el sello Atco Records en abril de 1980.  
Es el primer disco de estudio de Townshend tras la publicación previamente de Who Came First, un recopilatorio de demos y canciones dedicadas e inspiradas en Meher Baba, y Rough Mix, una colaboración grabada con Ronnie Lane. La publicación de Empty Glass, que incluyó el sencillo «Let My Love Open the Door», coincidió con un periodo convulso en la vida personal y profesional de Townshend, debido a su alcoholismo, al consumo habitual de drogas, a problemas con su matrimonio y a la reciente muerte de Keith Moon. 
Tras su publicación, el álbum alcanzó el puesto cinco en la lista Billboard 200. Además, fue situado en el puesto 57 de la lista de los 100 mejores discos de la década de 1980 elaborada por la revista Rolling Stone, así como en el quinto puesto de los mejores discos publicados por un artista que previamente estuvo en una banda exitosa, realizada por Gibson.

## Historia
Los orígenes del título del álbum fueron descritos por el propio Pete Townshend en una entrevista con Murray Lerner, publicada en la película The Who: Live at the Isle of Wight Festival: «Cuando hice mi primer disco en solitario, lo llamé Empty Glass, debido a esta idea de que cuando vas a la taberna -que es de Dios, ya sabes- y solicitas Su amor -él es el camarero, ya sabes- y Él te da una bebida, lo que le devuelves es un vaso vacío. Sabes que no tiene sentido darle tu corazón si está todavía lleno, no hay razón para ir con tu corazón a Dios si está lleno de Doris». El concepto del disco derivó del trabajo del poeta persa Hafiz, en quien Townshend se interesó debido a su vínculo con Meher Baba. 
La grabación de Empty Glass tuvo lugar esporádicamente entre 1978 y 1980, debido a la actividad de Townshend con The Who tras el fallecimiento de Keith Moon y su reemplazo por Kenney Jones, así como por su trabajo componiendo las canciones incluidas en Face Dances. Comparando ambos trabajos, Roger Daltrey comentó que se sintió defraudado por Townshend, dado que muchas de las canciones de Empty Glass podían haber funcionado bien con The Who, como el caso de «Rough Boys» y «Empty Glass». Una versión de «Empty Glass» grabada durante las sesiones de Who Are You, con Keith Moon a la batería y John Entwistle al bajo, fue publicada en la reedición del disco en 1996.

## Portada
La portada de Empty Glass fue diseñada por el fotógrafo Bob Carlos Clarke. El álbum fue dedicado a Karen, por entonces esposa de Townshend, mientras que la canción «Rough Boys» está dedicada a sus hijas, Emma y Minta, y a Sex Pistols. 

## Lista de canciones
Todas las canciones escritas y compuestas por Pete Townshend. 
| N.º | Título                      | Duración |  |
| 1.  | «Rough Boys»                | 4:02     |  |
| 2.  | «I Am an Animal»            | 3:51     |  |
| 3.  | «And I Moved»               | 3:21     |  |
| 4.  | «Let My Love Open the Door» | 2:44     |  |
| 5.  | «Jools and Jim»             | 2:36     |  |
| 6.  | «Keep On Working»           | 3:23     |  |
| 7.  | «Cat's in the Cupboard»     | 3:34     |  |
| 8.  | «A Little Is Enough»        | 4:42     |  |
| 9.  | «Empty Glass»               | 5:25     |  |
| 10. | «Gonna Get Ya»              | 6:25     |  |

| Bonus tracks (reedición de 2006) |                                                  |          |  |
| N.º                              | Título                                           | Duración |  |
| 11.                              | «I Am an Animal» (Demo Alternate Vocal Version)  | 3:48     |  |
| 12.                              | «Keep On Working» (Demo Alternate Vocal Version) | 3:32     |  |
| 13.                              | «And I Moved» (Demo Alternate Vocal Version)     | 3:06     |  |
| 14.                              | «Gonna Get Ya» (Work-in-Progress Long Version)   | 11:24    |  |

## Personal
- Pete Townshend: voz, guitarra, teclados y sintetizadores
- John "Rabbit" Bundrick: teclados
- Mark Brzezicki: batería
- James Asher: batería
- Simon Phillips: batería
- Tony Butler: bajo
- Kenney Jones: batería en «Rough Boys»
- Raphael Rudd: orquestación en «Rough Boys»
- Peter Hope-Evans: armónica en «Cat's in the Cupboard»

## Posición en listas
| Año  | Lista      | Posición |
| ---- | ---------- | -------- |
| 1980 | Pop Albums | 5        |

| Año  | Sencillo                    | Lista       | Posición |
| ---- | --------------------------- | ----------- | -------- |
| 1980 | «Let My Love Open The Door» | Pop Singles | 9        |
| 1980 | «Rough Boys»                | Pop Singles | 89       |
| 1980 | «A Little Is Enough»        | Pop Singles | 72       |
| 1980 | «Keep on Working»           | Pop Singles | –        |